# Juzhnyje Island
Juzhnyje Island (englisch; russisch Остров Южный Ostrow Juschny, deutsch ‚Südinsel‘) ist eine Insel des Highjump-Archipels vor der Knox-Küste des ostantarktischen Wilkeslands. Sie ist die größte der südlichen Taylor-Inseln.
Wissenschaftler einer sowjetischen Antarktisexpedition kartierten und benannten sie 1956. Das Antarctic Names Committee of Australia übertrug die Benennung ins Englische.